# 澳門巴士71S路線
澳門巴士71S路線是由澳巴經營，往返澳門大學和俾若翰街／快富樓的巴士路線。

## 簡介及歷史
- 2020年11月24日，交通事務局與澳門大學學生會會面，會後交通事務局局長林衍新表示著手研究於繁忙時間開辦55路線特班車往返澳門大學總站及下環街。[1]

- 2021年8月18日，本線開辦，正式編號為71S，作為71路線的特班車。服務時間為星期一至五08:00及09:00於澳門大學總站開出。[2]

- 2022年2月17日至2023年6月9日，因應進行澳門大學新校區連接橫琴口岸通道橋工程動工，澳門大學總站暫停使用。本線臨時起始站為“澳大／行政樓”，臨時終點站為“澳大／綜合體育館”。[3]

- 2022年4月28日起，本線由循環線改為雙向線，澳門半島總站設於「凱泉灣總站」，往凱泉灣方向取消停靠「河邊新街／貨倉巷」站，新增停靠「媽閣總站」。另外調整本線服務時間，往澳門大學方向服務時間為07:45、08:00、09:15，而往凱泉灣方向服務時間為08:20、08:35。[4][5]

- 2022年7月1日至2日，因應流動核酸採樣車的停泊點作調整，「凱泉灣總站」暫停運作，本線暫停營運。[6]

- 2022年7月4日起，為配合流動核酸採樣車停靠，後因實施「全澳相對靜止管理」、“防控鞏固期”及“穩定期”措施，本線繼續暫停營運。[7][8][9][10][11][12]

- 2022年9月14日，本線恢復營運，因“凱泉灣總站”用作COVID-19常規核酸檢測站而暫停使用，改以“河邊新街／豐順新邨”站作澳門半島臨時總站，並臨時停靠“河邊新街／貨倉巷”站。[13][14]

- 2022年12月3日起，原「媽閣總站」更名為「西灣湖景大馬路／媽閣碼頭」。[15][16]

- 2023年2月27日起，本線澳門半島區之總站調整至「俾若翰街／快富樓」站。往筷子基方向新增停靠「河邊新街／凱泉灣」、「河邊新街／李道巷」、「內港客運碼頭」、「沙梨頭街市」站；往澳大方向新增停靠「船澳街」、「林茂／信譽灣畔」、「海邊新街」站；取消停靠「凱泉灣總站」。同時調整總站開出時間，往澳大方向改為08:25、08:40；往筷子基方向改為07:35、07:50、09:10。[17]

- 2023年12月2日起，新增停靠「西灣湖景大馬路／媽閣交通樞紐」站。[18]

- 2023年12月16日10:00至2024年2月15日，為配合筷子基北灣泵站箱涵渠工程，暫不以「俾若翰街／快富樓」站為總站，臨時以「林茂／運順新邨」站為總站。[19]

## 本線特色
- 本線為第二條途經全段媽閣至林茂塘時限性巴士專道的路線。

## 使用車輛
2022年4月28日前：
- 宇通ZK6115HG1

2022年4月28日起：
- 五洲龍FDG6951G
- 宇通ZK6115HG1

2022年5月30日起：
- 宇通ZK6902HG
- 宇通ZK6115HG1

2022年6月17日至30日：
- 五洲龍FDG6951G
- 宇通ZK6115HG1

2022年9月14日起：
- 宇通ZK6902HG
- 五洲龍FDG6951G

2022年9月23日起：
- 宇通ZK6115HG1
- 五洲龍FDG6951G

2022年9月26日起：
- 宇通ZK6902HG
- 五洲龍FDG6951G

2023年1月27日起：
- 中通LCK6980SHEVG

## 電牌
| 往氹仔方向                   | 往氹仔方向       | 往氹仔方向 |
| 日期                         | 頭牌             | 圖例       |
| ---------------------------- | ---------------- | ---------- |
| 開線至今                     | 澳門大學         |            |
| 往澳門方向                   |                  |            |
| 日期                         | 頭牌             | 圖例       |
| 2022年4月28日前              | 司打口           |            |
| 2022年4月28日至9月14日       | 凱泉灣           |            |
| 2022年9月14日至2023年2月27日 | 豐順新邨         |            |
| 2023年2月27日至12月6日       | 俾若翰街／快富樓 |            |
| 2023年12月6日起              | 林茂／運順新邨   |            |

## 路線資料

### 收費
| 收費類別     | 收費類別                      | 收費類別             | 費用 |
| ------------ | ----------------------------- | -------------------- | ---- |
| 現金         | 現金                          | 現金                 | $6.0 |
| 境外支付工具 | 支付寶（內地及香港）          | 支付寶（內地及香港） | $6.0 |
| 境外支付工具 | 雲閃付 非綁定澳門銀聯卡       |                      | $6.0 |
| 境外支付工具 | 微信支付（內地及香港）        |                      | $6.0 |
| 境外支付工具 | 交通聯合 非澳門發行的全國通卡 |                      | $6.0 |
| 境內支付工具 | 澳門通                        | 全民卡               | $3.0 |
| 境內支付工具 | 澳門通                        | 學生卡               | $1.5 |
| 境內支付工具 | 澳門通                        | 長者卡               | 免費 |
| 境內支付工具 | 澳門通                        | 殘疾卡               | 免費 |
| 境內支付工具 | 聚易用＋                      | 聚易用＋             | $3.0 |

### 服務時間及班距
| 服務時間                          | 星期一至五        | 例假日 （含強制性假日） |
| --------------------------------- | ----------------- | ----------------------- |
| 澳門大學總站 （總站開出時間）     | 08:25 08:40       | 停駛                    |
| 俾若翰街／快富樓 （總站開出時間） | 07:35 07:50 09:10 | 停駛                    |
| 懸掛8號風球後30分鐘開出尾班車     |                   |                         |

### 路線停站
| 71S  | 澳門大學 ↔ 俾若翰街／快富樓 | 澳門大學 ↔ 俾若翰街／快富樓 | 澳門大學 ↔ 俾若翰街／快富樓 | 澳門大學 ↔ 俾若翰街／快富樓 | 澳門大學 ↔ 俾若翰街／快富樓  | 澳門大學 ↔ 俾若翰街／快富樓 |
| 序號 | 往程                        | 往程                        | 往程                        | 返程                        | 返程                         | 返程                        |
| 序號 | 站號                        | 站名                        | 輕軌站／出入境口岸          | 站號                        | 站名                         | 輕軌站／出入境口岸          |
| 1    | T550/1                      | 澳門大學總站                |                             | M213                        | 俾若翰街／快富樓             |                             |
| 2    | T556                        | 澳大／行政樓                |                             | M102                        | 船澳街                       |                             |
| 3    | T557                        | 大學北                      |                             | M126                        | 林茂／信譽灣畔               |                             |
| 4    | T558                        | 大學大馬路                  |                             | M127                        | 海邊新街                     |                             |
| 5    | T551/1                      | 澳大／研究生宿舍            |                             | M139/1                      | 司打口                       | 內港客運碼頭                |
| 6    | T425                        | 海濱圓形地／西堤馬路        |                             | M184                        | 河邊新街／街市               |                             |
| 7    | T423                        | 蓮花海濱大馬路／百老匯      |                             | M188                        | 河邊新街／下環               |                             |
| 8    | T421                        | 皇庭海景酒店                |                             | M203/2                      | 媽閣廟站                     |                             |
| 9    | M198/1                      | 西灣湖景大馬路／媽閣碼頭    | 媽閣站                      | M277                        | 西灣湖景大馬路／媽閣交通樞紐 | 媽閣站                      |
| 10   | M183                        | 河邊新街／凱泉灣            |                             | T328                        | 東亞運馬路／羅斯福           |                             |
| 11   | M140                        | 河邊新街／李道巷            |                             | T364/2                      | 望德聖母灣馬路／軍營         | 排角站                      |
| 12   | M137                        | 內港客運碼頭                | 內港客運碼頭                | T394                        | 新城大馬路／威尼斯人         |                             |
| 13   | M129                        | 沙梨頭街市                  |                             | T396                        | 路氹西／金光會展             | 路氹西站                    |
| 14   | M213                        | 俾若翰街／快富樓            |                             | T424                        | 海濱圓形地／生態保護區       |                             |
| 15   |                             |                             |                             | T559                        | 大學南                       |                             |
| 16   |                             |                             |                             | T552                        | 澳大／中央教學樓             |                             |
| 17   |                             |                             |                             | T553                        | 澳大／大學展館               |                             |
| 18   |                             |                             |                             | T554                        | 澳大／大學會堂               |                             |
| 19   |                             |                             |                             | T555/2                      | 澳大／綜合體育館             |                             |
| 20   |                             |                             |                             | T550/1                      | 澳門大學總站                 |                             |

## 圖片集

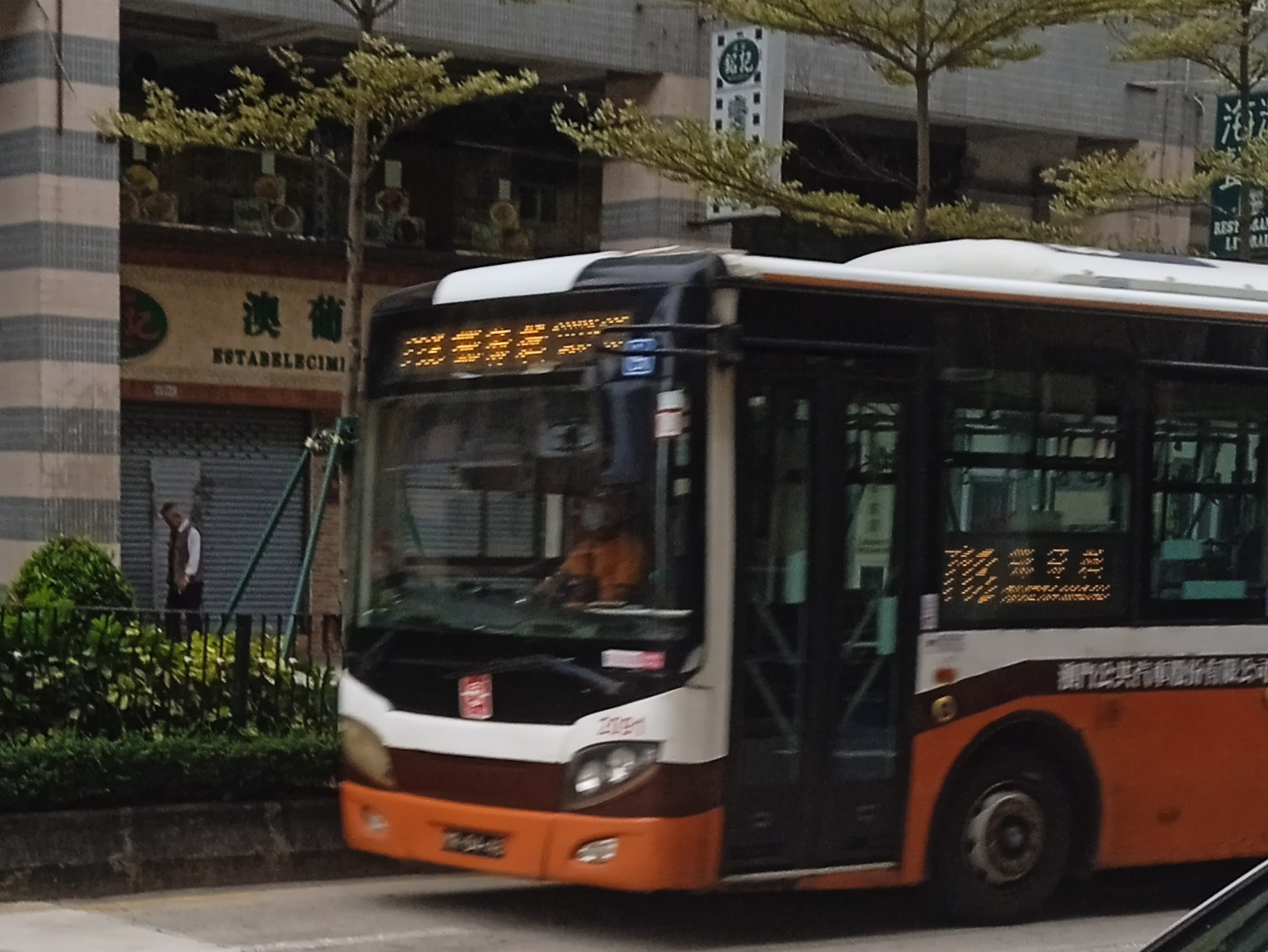
五洲龍FDG6951G
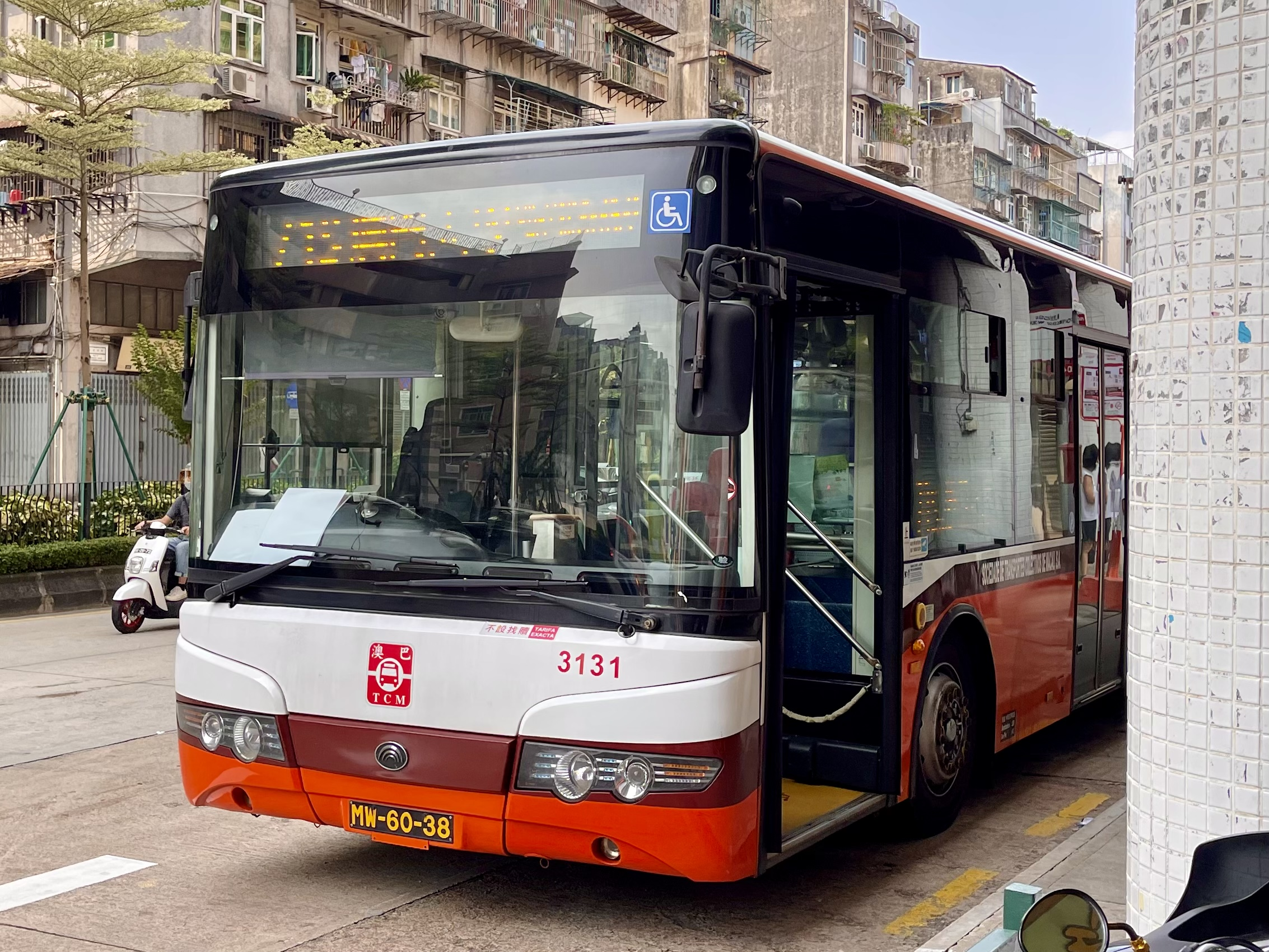
宇通ZK6115HG1
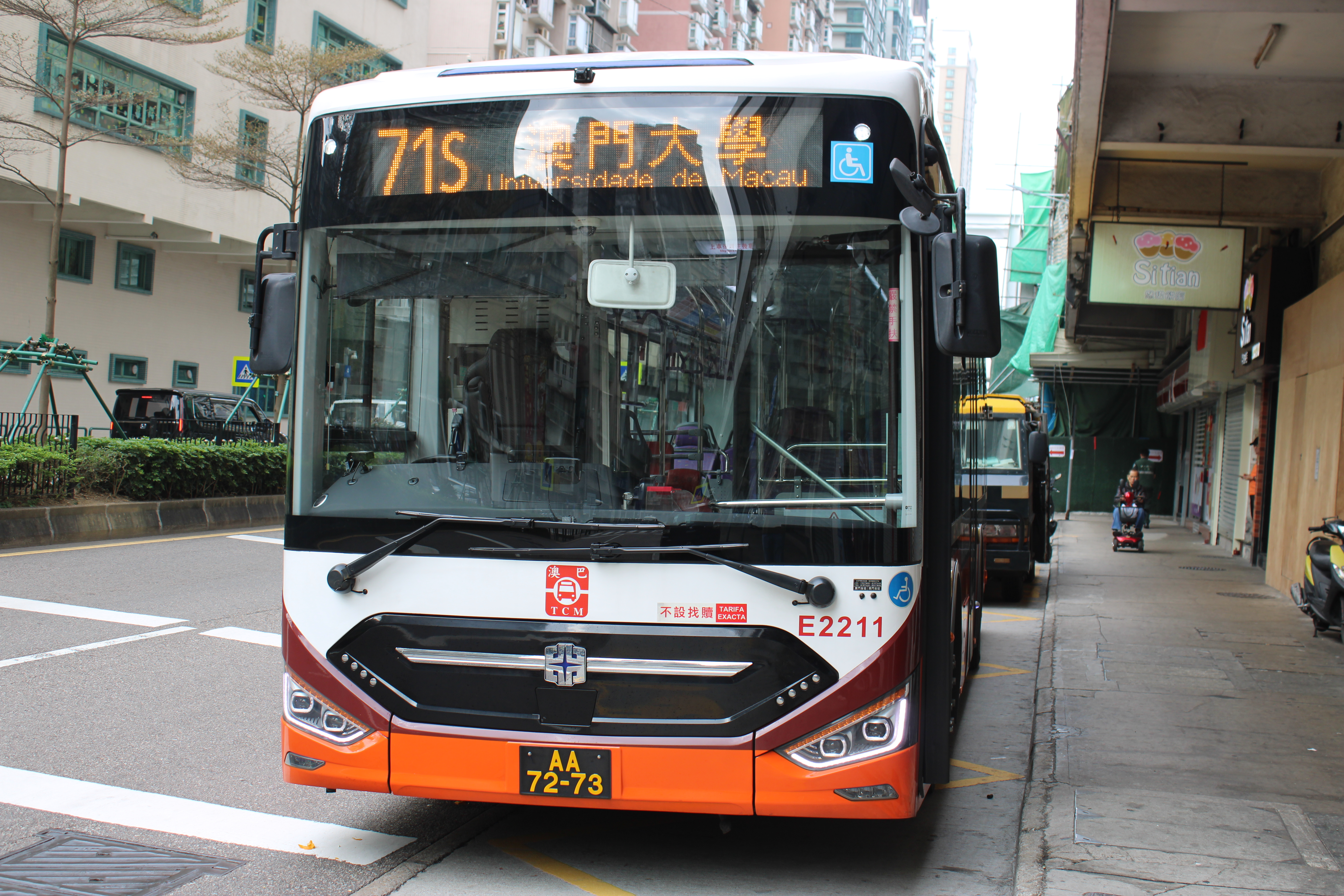
中通LCK6980SHEVG
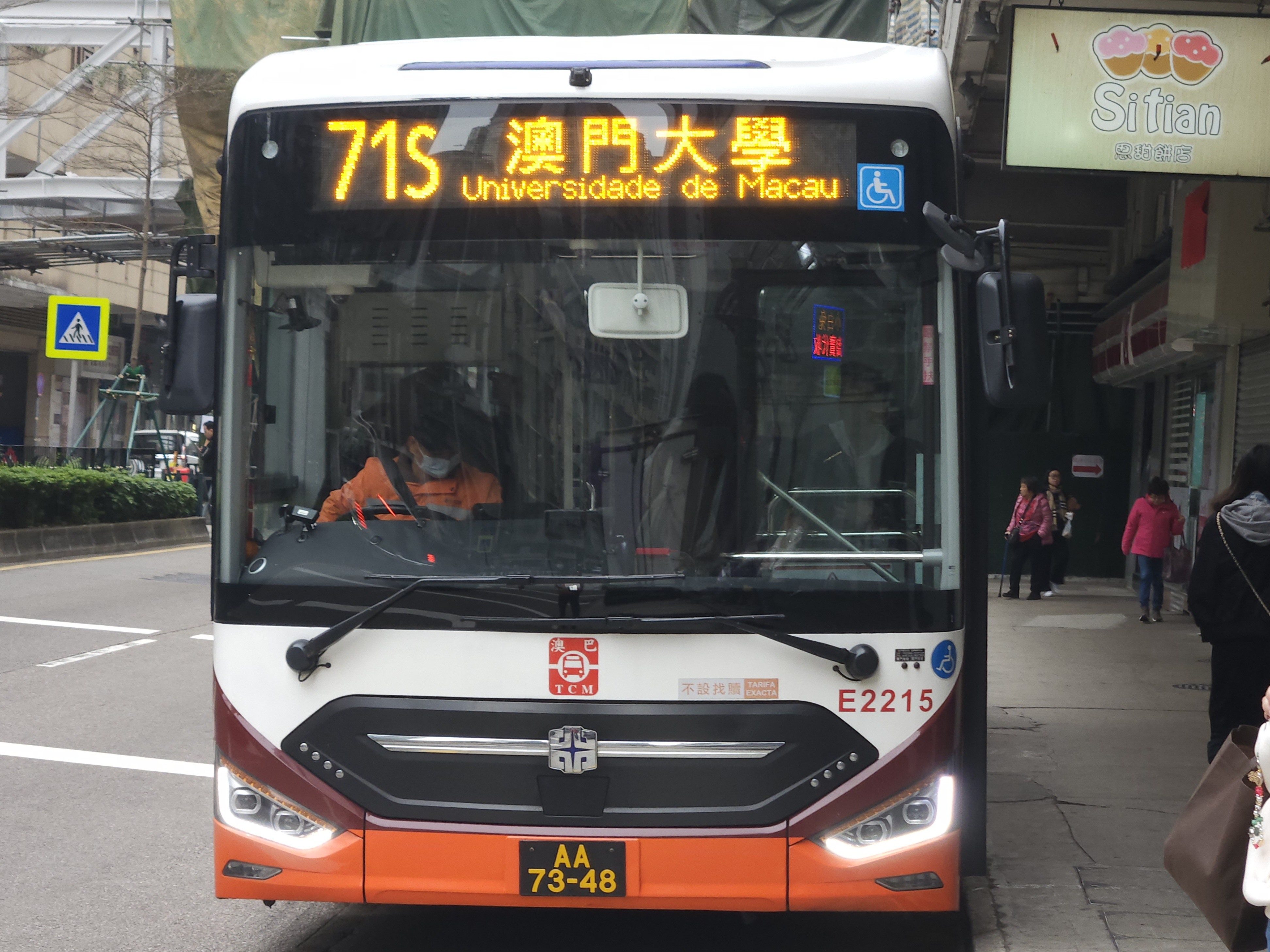
中通LCK6980SHEVG
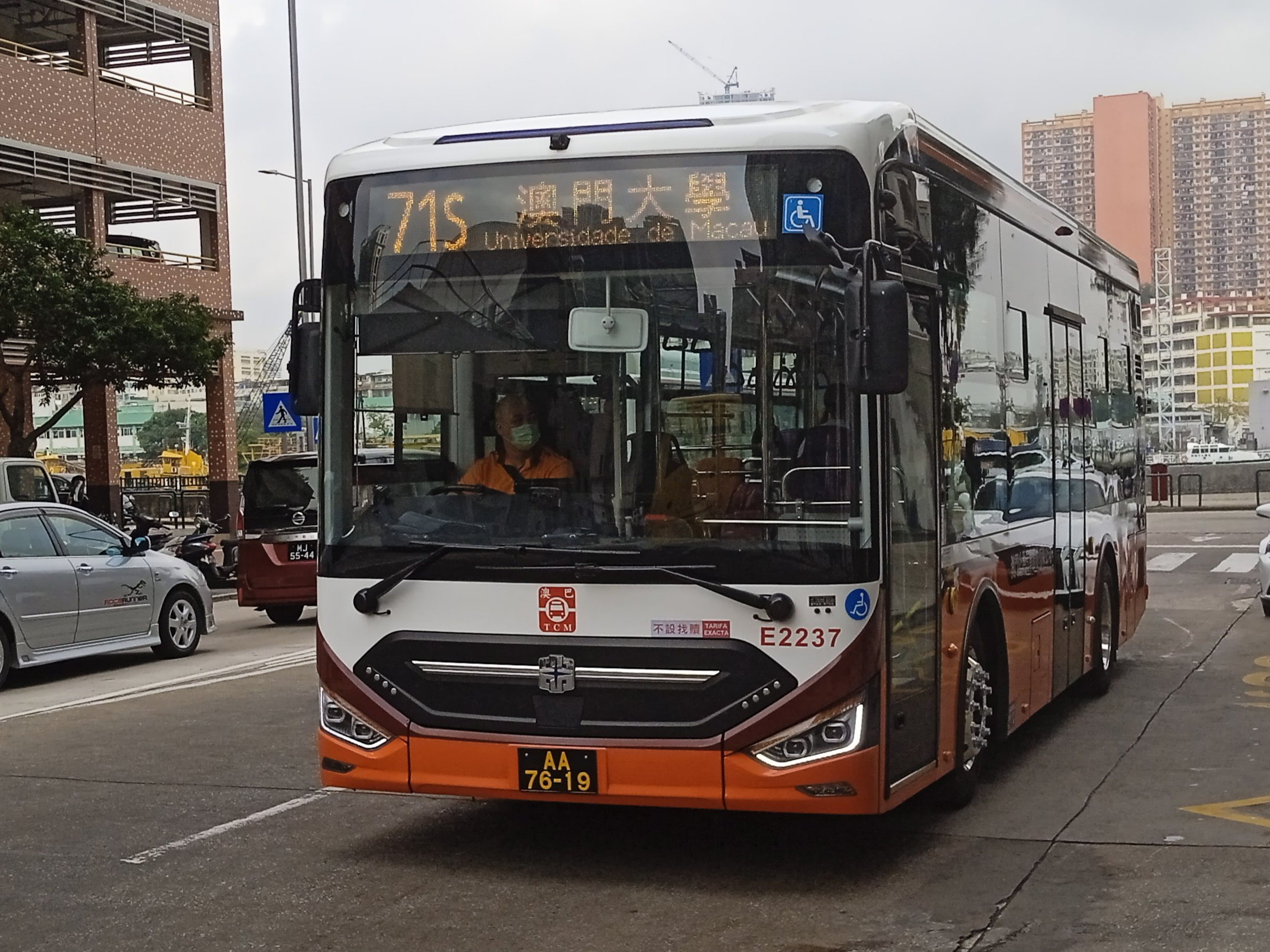
中通LCK6980SHEVG

## 外部連結
- 澳門公共汽車有限公司（官方網站） （页面存档备份，存于）